# Guy Bourdin
Guy Louis Bourdin, nato Guy Louis Banarès (Parigi, 2 dicembre 1928 – Parigi, 29 marzo 1991), è stato un fotografo di moda francese.

## Biografia
Guy Louis Banarès nacque il 2 dicembre 1928 al 7 di Rue Popincourt a Parigi. Fu abbandonato da sua madre e suo padre l'anno seguente, e fu adottato da Maurice Désiré Bourdin, che lo allevò con l'aiuto di sua madre Marguerite Legay. Durante il servizio militare a Dakar (1948–1949), imparò i primi rudimenti della fotografia come cadetto della French Air Force. Nel 1950 tornò a Parigi, dove conobbe Man Ray, e ne divenne il protégé. Bourdin organizzò la sua prima mostra di disegni e quadri presso la Galerie, Rue de la Bourgogne, Parigi. la sua prima mostra fotografica invece si tenne nel 1953. Nei primi anni, le opere di Bourdin furono esibite sotto lo pseudonimo di Edwin Hallan.
I suoi primi servizi di moda furono pubblicati sul numero di febbraio 1955 di Vogue Paris, per cui continuò a lavorare sino al 1987. Bourdin sposò Solange Marie Louise Gèze nel 1961, che nel 1967 gli diede il loro unico figlio, Samuel. Nel 1971 sua moglie morì suicida in Normandia. Un editore della rivista Vogue presentò Bourdin allo stilista di calzature Charles Jourdan, che diventò il suo benefattore, e per il quale Bourdin realizzò tutte le campagne pubblicitarie dal 1967 al 1981. Le sue composizioni antropomorfe, stravaganti e complesse, creavano annualmente grande attesa da parte dei media. Nel 1985, Bourdin rifiutò il Grand Prix National de la Photographie, che gli era stato riconosciuto dal ministero della Cultura francese, benché il suo nome fu mantenuto nell'albo d'oro dei vincitori.
Bourdin fu uno dei più celebri fotografi di moda e pubblicità della seconda metà del ventesimo secolo. Condivise con Helmut Newton il gusto per la provocazione e la stilizzazione, ma l'audacia formale e la forza narrativa delle opere di Bourdin superarono i limiti della fotografia pubblicitaria convenzionale. Frantumando aspettative e mettere in discussione i limiti, pose le basi per un nuovo tipo di fotografia di moda. Bourdin lavorò per Vogue ed Harper's Bazaar, e curò le campagne promozionali di Chanel, Issey Miyake, Emanuel Ungaro, Gianni Versace, Loewe, Pentax e Bloomingdale's.
Alla sua morte, Guy Bourdin è stato riconosciuto come uno dei più grandi fotografi di moda di tutti i tempi, e nel 2001 suo figlio Samuel Bourdin ha pubblicato un volume contenente tutte le migliori realizzazioni del padre, intitolato Exhibit A. La sua prima mostra retrospettiva si è tenuta presso il Victoria & Albert Museum a Londra nel 2003, per poi essere allestita anche presso il National gallery of Victoria di Melbourne, ed il Jeu de Paume di Parigi.

### Stile e temi
Bourdin fu il primo fotografo a creare una narrativa complessa, fatta di elementi sensuali, provocatori, scioccanti, surreali ed a volte inquietanti da associare ad oggetti di moda. Lo stile di Bourdin era influenzato da quello del suo mentore Man Ray, dal fotografo Edward Weston, dai pittori surrealisti Magritte e Balthus e dal regista Luis Buñuel. Anche se molto meno noto al grande pubblico rispetto al suo collega Helmut Newton (anch'egli in forza a Vogue), Bourdin forse è stato maggiormente influente sulle successive generazioni di fotografi di moda.

## Vita privata
Guy Bourdin era un uomo basso, dalla voce lagnosa, ed aveva una reputazione di essere incredibilmente esigente. Su di lui giravano voci piuttosto sinistre: sua madre l'aveva abbandonato da piccolo, sua moglie e due sue amiche si erano suicidate e lui stesso trattava le proprie modelle con grande crudeltà.

## Dopo la sua morte
Bourdin per natura, non amava promuovere se stesso, e non collezionò le proprie opere, ne fece nulla per preservarle; infatti, rifiutò diverse offerte di mostre, respinse idee per libri, e voleva che le sue opere fossero distrutte dopo la sua morte (ma dato che non mantenne quasi nulla del proprio lavoro per sé stesso, la maggior parte è stata salvata). Il primo libro celebrativo su di lui fu Exhibit A, pubblicato dieci anni dopo la sua morte.
Il video musicale di Madonna Hollywood del 2003 è ampiamente influenzato dalla fotografia di Bourdin, così tanto che fu tentata una causa contro di lei dal figlio di Bourdin per violazione dei diritti d'autore.
Un documentario, Dreamgirls: The photographs of Guy Bourdin, è stato trasmesso dalla BBC nel 1991. Fotografi di moda come Helmut Newton e Jean-Baptiste Mondino intervengono nel documentario per parlare del collega.
Fotografi contemporanei come Mert Alas e Marcus Piggott, Jean Baptiste Mondino, Nick Knight e David LaChapelle hanno ammesso di essere grandi ammiratori del suo lavoro.

## Libri
- Exhibit A: Guy Bourdin Jonathan Cape Ltd - 2003, ISBN 978-0224062046
- Guy Bourdin HNA Books - 2003, ISBN 978-0810966055
- Guy Bourdin Phaidon Press Ltd - 2006, ISBN 978-0714843032
- Guy Bourdin: In Between Steidl - 2010, ISBN 978-3869300337
- Guy Bourdin: Polaroids Editions Xavier Barral - 2010, ISBN 978-2915173567
- Guy Bourdin (Stern Fotographie Portfolio) Stern; Bilingual edition - 2010, ISBN 978-3652000024
- Guy Bourdin (Re-Issue) Phaidon Press Ltd - 2011, ISBN 978-0714862583